# Экономика бизнеса
Экономика бизнеса (англ. business economics) — область прикладной экономики, которая использует экономическую теорию и количественные методы для анализа предприятий и факторов, способствующих разнообразию организационных структур и отношений предприятий к рынкам труда, капитала и продукции.

## Определение
Ряд экономистов считают, что экономика бизнеса — это область прикладной экономики, которая использует экономическую теорию и количественные методы для анализа предприятий и факторов, способствующих разнообразию организационных структур и отношений фирм с рынками труда, капитала и продукции, предоставление практической информации для людей, которые применяют экономику в своей работе.
Экономика бизнеса — инструмент принятия управленческих решений и перспективного планирования со стороны руководства, применение экономической теории к управлению бизнесом, которая базируется на микроэкономике в двух категориях: позитивной и нормативной. Экономика бизнеса фокусируется на экономических вопросах и проблемах, связанных с организацией бизнеса, управлением и стратегией. Вопросы и проблемы включают в себя: объяснение того, почему возникают и существуют корпоративные фирмы; почему они расширяются: горизонтально, вертикально и пространственно; роль предпринимателей и предпринимательства; значение организационной структуры; взаимоотношения фирм с наемными работниками, поставщиками капитала, клиентами и правительством; а также взаимодействие между фирмами и деловой средой.
По мнению П. Кита и Ф. Янга экономика бизнеса — ключевые факторы (конкуренция, технология и покупатели), которые оказывают влияние на способность фирмы получать приемлемую норму прибыли на капитал, инвестированный владельцами.
В литературе термин экономика бизнеса используется как синоним экономики промышленности, теории организации отрасли, управленческой экономики и экономики для бизнеса. Экономика бизнеса шире по своему охвату, чем экономика промышленности, поскольку включает не только предприятия промышленности, но и предприятия в секторе услуг. Экономика для бизнеса рассматривает основные принципы экономики и фокусируется на применении этих экономических принципов к реальному миру бизнеса, а управленческая экономика — это применение экономических методов в процессе принятия управленческих решений.